# بالاشيكا
بالاشيكا (بالروسية: Балашиха) هي مدينة في مقاطعة موسكو أوبلاست في روسيا. يبلغ عدد سكانها حوالي 215,494 نسمة حسب إحصاء 2010.

## توأمة
لبالاشيكا اتفاقيات توأمة مع كل من:
- برنيك [8]
- مارتن (10 سبتمبر 2016 - )[9]
- يانغتشو (2006 - )[10]

## أعلام
- ماريا سيدوروفا
- جانا فريسكه